# Stabio
Stabio és un municipi del cantó de Ticino (Suïssa), situat al districte de Mendrisio.